# Altenbeichlingen
Altenbeichlingen ist ein Ortsteil von Kölleda im Landkreis Sömmerda in Thüringen.

## Geografische Lage

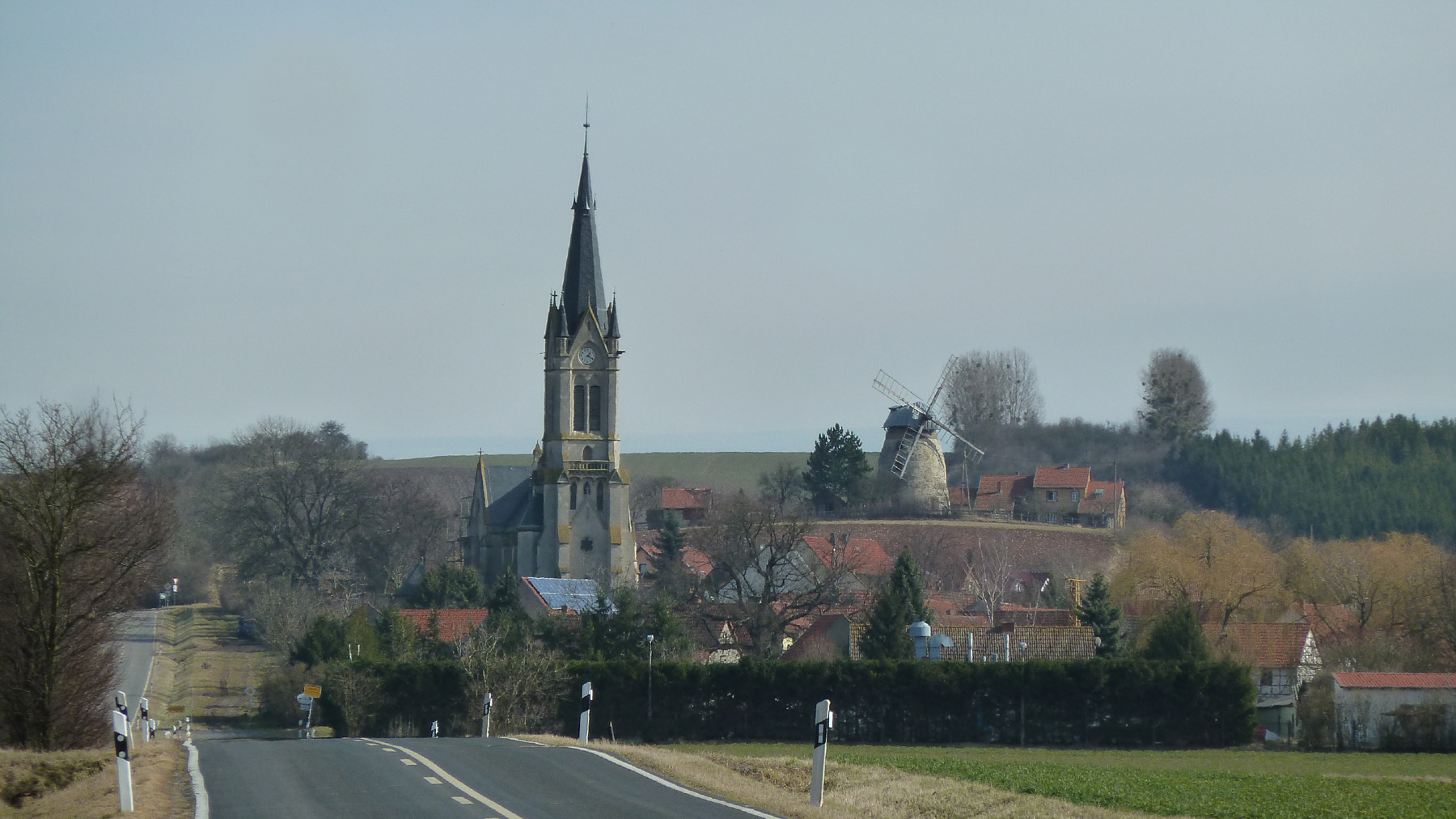
Altenbeichlingen im März 2015

Das einstige Pfarrkirchdorf mit Rittergut liegt zwischen Heldrungen und Kölleda südwestlich der Schmücke. Durch den Ort führt eine Verbindungsstraße, die in Schillingstedt von der Bundesstraße 85 abzweigt und über Beichlingen und Battgendorf nach Kölleda führt. Am westlichen Ortsrand befindet sich ein Quellteich. Der dort entspringende Quellbach vereint sich mit dem Krebsbach und fließt in westlicher Richtung nach Schillingstedt ab, versickert aber bereits 300 m südlich der Ortslage Schillingstedt im Untergrund.

## Geschichte
Am 11. April 1154 wurde das Dorf erstmals urkundlich erwähnt.
Der Ort unterstand bis 1848 dem Patrimonialgericht Beichlingen im preußischen Landkreis Eckartsberga und war auch sonst sehr eng mit der früheren Grafschaft Beichlingen verbunden, die sich seit dem 16. Jahrhundert im Besitz der Familie von Werthern befand.
1822 lebten 279 Personen in den 55 Wohnhäusern und vier Kommungebäuden von Altenbeichlingen. Besondere Unterstellungen hatten der Rote Ziegelhof, der dem Patrimonialgericht direkt unterstand, und der Schieferhof, der vom Oberlandesgericht Naumburg belehnt wurde.

## Sehenswürdigkeiten
- Evangelische St.-Bonifatius-Kirche, erbaut 1897–1898.
- Kriegerdenkmal, das an die elf Soldaten aus Altenbeichlingen erinnert, die im Ersten Weltkrieg getötet wurden. Daneben befindet sich ein Gedenkstein zur 1200-Jahr-Feier des Dorfes im Jahre 2002: Die urkundliche Ersterwähnung Altenbeichlingens muss danach bereits im Jahre 802 erfolgt sein.
- Turmholländer-Windmühle: Die restaurierte Anlage steht weithin sichtbar auf einem Hügel östlich oberhalb der Ortslage, sie ist eine Station des „Mühlen-Wanderwegs“.